# Северная (приток Юга)
Северная — река в России, протекает в Пермском районе Пермского края. Устье реки находится в 12 км по правому берегу реки Юг. Длина реки составляет 12 км.
Исток реки в лесах в 13 км к северо-востоку от посёлка Юго-Камский. Река течёт на юг по ненаселённому лесу, притоки Красно-Северная, Малая Северная (левые); Долгая (правый). В низовьях на реке плотина и запруда. Северная впадает в Юг у деревни Полуденная на восточных окраинах посёлка Юго-Камский чуть выше начала поселковой запруды (пруд Верхний).

## Данные водного реестра
По данным государственного водного реестра России относится к Камскому бассейновому округу, водохозяйственный участок реки — Кама от Камского гидроузла до Воткинского гидроузла, речной подбассейн реки — бассейны притоков Камы до впадения Белой. Речной бассейн реки — Кама.
По данным геоинформационной системы водохозяйственного районирования территории РФ, подготовленной Федеральным агентством водных ресурсов:
- Код водного объекта в государственном водном реестре — 10010101012111100014370
- Код по гидрологической изученности (ГИ) — 111101437
- Код бассейна — 10.01.01.010
- Номер тома по ГИ — 11
- Выпуск по ГИ — 1